# Gijsbrecht van Brederode
Gijsbrecht van Brederode, conosciuto anche col nome italianizzato di Gilberto di Brederode (1416 – Breda, 15 agosto 1475), è stato un vescovo cattolico tedesco, principe-vescovo di Utrecht dal 1455 al 1456.

## Biografia
Gijsbrecht van Brederode era figlio di Walraven I van Brederode e fratello di Reinoud II van Brederode.
Fu prevosto della cattedrale di Utrecht e capo della fazione degli Hoeken, guidati nella resistenza contro Rudolf van Diepholt.
Il 7 aprile 1455 venne eletto vescovo dal capitolo della cattedrale, ma il duca Filippo il Buono di Borgogna fece pressione su papa Callisto III perché nominasse a quel posto Davide di Borgogna, che era suo figlio illegittimo. Filippo discusse violentemente questa nomina ed assediò Deventer. Nel 1456 Gijsbrecht si accordò per rinunciare alle proprie pretese sul vescovato in cambio di una copiosa compensazione monetaria. Rimase comunque una spina nel fianco di Davide, che lo imprigionò con suo fratello Reinoud dal 1470.

## Araldica
| Immagine | Blasonatura                                 |
| -------- | ------------------------------------------- |
| \| \|    | Gijsbrecht van Brederode Vescovo di Utrecht |
|          |                                             |